# 饮龙错
饮龙错（藏語：གཡིང་ལུང་མཚོ།，威利转写：g.ying lung mtsho，THL：Yinglung Tso）位于中国西藏自治区那曲市尼玛县境内，地处尼玛县北部，湖面海拔5085米，面积10.7平方公里。湖区气候干寒，年均气温约-6℃，年均降水量约150～200毫米。无常年河流入湖，湖水主要靠地下渗流补给。